# 植草甚一スクラップブック
植草甚一スクラップブック（うえくさじんいち すくらっぷぶっく）は、晶文社で刊行された「植草甚一 エッセイ集」。全40巻＋別巻1（作家・作品論）で、1976年から1980年に三期に分け刊行。J・J大全集と銘打たれていた。
ジャズ、映画、小説、ファッション、雑学など様々なジャンルの評論やエッセイで構成されている。植草の没後、次第に絶版書目が増え、20世紀が終わる前後には高値の古書値がつくようになった。
中途から付録月報には、著者自身のコラージュと手書きの文字で書かれた「植草甚一日記」が掲載されたが、古書では月報欠落しているものも多く完全には揃えるのが困難だった。2003年には、この日記だけを集成した『植草甚一コラージュ日記』（平凡社 2冊・瀬戸俊一編）が刊行されている。
2004年9月より復刻版が月に3冊ずつ刊行開始、2005年10月に完結した。

## 植草甚一スクラップ・ブック一覧
1. 『いい映画を見に行こう』 晶文社、1976、新装版2004.9。各・以下略
2. 『ヒッチコック万歳!』 1976、2004.10
3. 『ぼくの大好きな俳優たち』 1977、2005.2
4. 『ハリウッドのことを話そう』 1976、2004.11
5. 『サスペンス映画の研究』 1977、2005.3
6. 『ぼくの読書法』 1976、2004.9
7. 『J・Jおじさんの千夜一夜物語』 1976、2004.12
8. 『江戸川乱歩と私』 1976、2004.12
9. 『ポーノグラフィー始末記』 1977、2005.1
10. 『J・J氏の男子専科』 1977、2004.11
11. 『カトマンズでLSDを一服』 1976、2004.10
12. 『モダン・ジャズのたのしみ』 1976、2004.9
13. 『バードとかれの仲間たち』 1976、2004.11
14. 『僕たちにはミンガスが必要なんだ』 1976、2005.1
15. 『マイルスとコルトレーンの日々』 1977、2004.10
16. 『映画はどんどん新しくなってゆく』 1977、2005.5
17. 『アメリカ小説を読んでみよう』 1977、2005.4
18. 『クライム・クラブへようこそ』 1978、2005.5
19. 『ぼくの東京案内』 1977、2005.1
20. 『ハーレムの黒人たち』 1978、2005.5
21. 『ニュー・ロックの真実の世界』 1978、2005.2
22. 『ぼくの好きな外国の漫画家たち』 1978、2005.3
23. 『コーヒー一杯のジャズ』 1978、2004.12
24. 『ファンキー・ジャズの勉強』 1977、2005.6
25. 『ジャズの十月革命』 1977、2005.4
26. 『ジャズは海を渡る』 1978、2005.7
27. 『シネマディクトJの映画散歩 <イタリア・イギリス編>』 1978、2005.7
28. 『シネマディクトJの映画散歩 <アメリカ編>』 1978、2005.4
29. 『シネマディクトJの映画散歩 <フランス編>』 1978、2005.7
30. 『シネマディクトJの誕生』 1979、2005.9
31. 『探偵小説のたのしみ』 1979、2005.9
32. 『小説は電車で読もう』 1979、2005.6
33. 『ぼくのニューヨーク案内』 1978、2005.2
34. 『アンクルJの雑学百科』 1980、2005.8
35. 『ジャズ・ファンの手帖』 1979、2005.3
36. 『JJ氏のディスコグラフィー』 1978、2005.6
37. 『フリー・ジャズの勉強』 1979、2005.8
38. 『「ジャズ・マガジン」を読みながら』 1980、2005.9
39. 『植草甚一日記』 1980、2005.8
40. 『植草甚一自伝』 1979、2005.10

別巻.『植草甚一の研究』 1980、2005.10。知人たちの回想記
宮本陽吉・山田宏一・佐藤秀樹・権田萬治・鍵谷幸信・真鍋博・小野耕世・青山南が寄稿